# Waterloo Bridge
Il Waterloo Bridge è un ponte adibito a traffico stradale e pedonale che attraversa il Tamigi nell'area della Central London, fra il Blackfriars Bridge e l'Hungerford Bridge. Il nome del ponte è dovuto al ricordo della vittoria delle armi inglesi nella Battaglia di Waterloo del 1815. Grazie alla sua posizione strategica, da esso si ha una visione di molte attrazioni londinesi (Westminster, South Bank e London Eye ad ovest, la City of London e Canary Wharf ad est).

## Storia
Il primo ponte realizzato sul sito venne aperto nel 1817 come ponte a pedaggio. Il ponte in granito aveva nove archi, ognuno dei quali aveva una campata di 40 metri, ed era lungo 818 metri. Prima dell'apertura era noto come Strand Bridge. Venne nazionalizzato nel 1878 con la contestuale eliminazione del pedaggio. Vennero riscontrati seri difetti di costruzione ed i nuovi proprietari provvidero a far rinforzare le strutture. I pittori John Constable e Claude Monet dipinsero dei quadri rappresentando il ponte di Waterloo.
Nel 1920, a seguito del peggioramento delle condizioni di sicurezza del ponte, venne deciso di demolirlo e di ricostruirlo. Nel 1942 il ponte venne riaperto per metà della sua larghezza e poi completato nel 1945. Il nuovo ponte fu l'unico ponte di Londra ad essere danneggiato dai bombardamenti della seconda guerra mondiale. Poiché il ponte venne costruito durante la guerra, gran parte della forza lavoro fu costituita da donne e questo fatto fece sì che il ponte venisse chiamato "the ladies' bridge". Esso venne costruito con pietra di Portland proveniente dall'ovest dell'Inghilterra.

Vista del vecchio Waterloo Bridge da Whitehall, nel quadro di John Constable 18 giugno 1817.

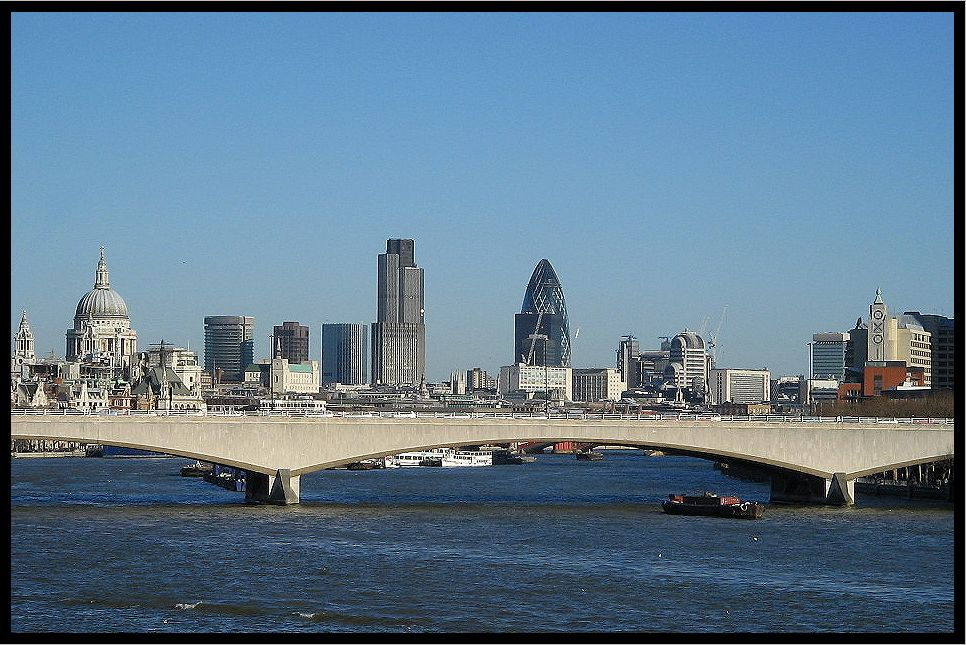
Waterloo Bridge. Sullo sfondo la Cattedrale di st Paul's, Tower 42 e 30 St Mary Axe ("Gherkin").

Le pietre di granito ricavate dalla demolizione del vecchio ponte vennero poi "conservate in varie parti dell'impero britannico come segno di collegamento dei popoli nel Commonwealth of Nations". Due di queste pietre sono conservate a Canberra, la capitale dell'Australia, murate nel Commonwealth Avenue Bridge, uno dei due principali ponti che attraversano il Lago Burley Griffin sito nel cuore della città. Altre pietre vennero usate per costruire un monumento a Wellington in Nuova Zelanda.
Al terminale sud del ponte, nella zona nota come South Bank, sono presenti la Royal Festival Hall, la Waterloo Station, la Queen Elizabeth Hall, il Royal National Theatre ed il National Film Theatre.